# Wilhelm Loch

Wilhelm Loch

Wilhelm Loch (* 9. September 1892 in Duisburg; † 15. März 1969 in Süchteln) war ein deutscher Politiker (NSDAP).

## Leben und Wirken
Nach dem Besuch der Volksschule und des Realgymnasiums absolvierte Loch von 1907 bis 1911 eine Lehre als Maschinenschlosser bei einer Maschinenfabrik in Duisburg. Anschließend arbeitete er als Monteur. Im Oktober 1913 trat Loch in das Infanterie-Regiment „von Borcke“ ein, mit dem er von 1914 bis 1918 am Ersten Weltkrieg teilnahm. Im Krieg wurde er mit dem Eisernen Kreuz II. Klasse und dem Ehrenkreuz für Frontkämpfer ausgezeichnet. 1919 gehörte er der Duisburger Einwohnerwehr an. Nach seiner Demobilisierung im September 1919 absolvierte Loch eine Ausbildung an der Staatlichen Maschinenbau- und Hüttenschule in Duisburg, die er im Oktober 1921 als graduierte Maschinenbauingenieur verließ. Zwischen 1925 und 1931 arbeitete Loch als Ingenieur, Hausverwalter und Versicherungsagent; die folgenden zwei Jahre war er als freiberuflicher Konstrukteur im Maschinenbau tätig. Loch war verheiratet und hatte drei Kinder.
1921 trat Loch dem Deutschvölkischen Schutz- und Trutzbund bei. 1924 war er im Völkisch-Sozialen Block aktiv, eine Ersatzorganisation der seinerzeit verbotenen NSDAP. Nach der Wiederzulassung der NSDAP trat er der SA im April 1925 und der Partei zum 11. Januar 1926 bei (Mitgliedsnummer 27.714). Ab Februar 1930 war Loch Leiter der NSDAP-Ortsgruppe Duisburg. Im Oktober 1932 wurde er NSDAP-Kreisleiter für Duisburg, eine Funktion, die er bis zum Ende des NS-Regimes 1945 ausübte. 
Nach der Machtübertragung an die Nationalsozialisten wurde Loch im März 1933 Mitglied des Rheinischen Provinziallandtages und Stadtverordneter in Duisburg. Ab Juli 1933 war er hauptamtlicher NSDAP-Funktionär. Am 30. Januar 1935 erfolgte seine Ernennung zum Preußischen Provinzialrat. Von März 1936 bis zum Ende der NS-Herrschaft im Frühjahr 1945 saß Loch als Abgeordneter für den Wahlkreis 23 (Düsseldorf West) im nationalsozialistischen Reichstag. Er war zudem Oberbereichsleiter der NSDAP. 
Nach dem Ende des NS-Regimes war Loch gemäß dem automatischen Arrest von Mai 1945 bis Oktober 1948 interniert, zuletzt in Fallingbostel. Die Spruchkammer in Benefeld verurteilte ihn im Oktober 1948 wegen seiner Zugehörigkeit zum Korps der Politischen Leiter der NSDAP zu vier Jahren Gefängnis, wobei die Internierungshaft angerechnet wurde. Der Entnazifizierungsausschuss für den Regierungsbezirk Düsseldorf stufte Loch im November 1950 in die Gruppe der „Minderbelasteten“ ein. Da Loch zugleich eine Tätigkeit als Ingenieur untersagt wurde, arbeitete er zunächst als Reisender, später als Ausbilder in einer Maschinenfabrik in Viersen. Als Rentner war Loch Inhaber eines Kiosks.